# Омаха (Арканзас)
Омаха (англ. Omaha) — місто (англ. town) в США, в окрузі Бун штату Арканзас. Населення — 128 осіб (2020).

## Географія
Омаха розташована на висоті 410 метрів над рівнем моря за координатами 36°27′42″ пн. ш. 93°11′24″ зх. д. / 36.46167° пн. ш. 93.19000° зх. д. (36.461670, -93.189959).  За даними Бюро перепису населення США в 2010 році місто мало площу 0,99 км², з яких 0,99 км² — суходіл та 0,00 км² — водойми.

## Демографія
Згідно з переписом 2010 року, у місті мешкало 169 осіб у 74 домогосподарствах у складі 43 родин. Густота населення становила 170 осіб/км².  Було 86 помешкань (87/км²). 
Расовий склад населення:
| - 92,3 % — білих - 0,6 % — вихідців з тихоокеанських островів - 0,6 % — корінних американців - 1,2 % — осіб інших рас |

До двох чи більше рас належало 5,3 %. Іспаномовні складали 1,8 % від усіх жителів.
За віковим діапазоном населення розподілялося таким чином: 30,8 % — особи молодші 18 років, 56,8 % — особи у віці 18—64 років, 12,4 % — особи у віці 65 років та старші. Медіана віку мешканця становила 35,5 року. На 100 осіб жіночої статі у місті припадало 85,7 чоловіків;  на 100 жінок у віці від 18 років та старших — 91,8 чоловіків також старших 18 років.
Середній дохід на одне домашнє господарство  становив 29 391 долар США (медіана — 17 125), а середній дохід на одну сім'ю — 32 718 доларів (медіана — 21 250). За межею бідності перебувало 61,6 % осіб, у тому числі 86,4 % дітей у віці до 18 років та 5,6 % осіб у віці 65 років та старших.
Цивільне працевлаштоване населення становило 60 осіб. Основні галузі зайнятості: транспорт — 23,3 %, мистецтво, розваги та відпочинок — 21,7 %, будівництво — 18,3 %.
За даними перепису населення 2000 року в Омасі проживало 165 осіб, 50 сімей, налічувалося 66 домашніх господарств і 81 житловий будинок. Середня густота населення становила близько 165 осіб на один квадратний кілометр. Расовий склад Омахи за даними перепису розподілився таким чином: 95,76 % білих, 0,61 % — чорних або афроамериканців, 3,64 % — представників змішаних рас.
З 66 домашніх господарств в 37,9 % — виховували дітей віком до 18 років, 53,0 % представляли собою подружні пари, які спільно проживали, в 19,7 % сімей жінки проживали без чоловіків, 24,2 % не мали сімей. 21,2 % від загального числа сімей на момент перепису жили самостійно, при цьому 9,1 % склали самотні літні люди у віці 65 років та старше. Середній розмір домашнього господарства склав 2,50 особи, а середній розмір родини — 2,94 особи.
Населення містечка за віковим діапазоном за даними перепису 2000 року розподілилося таким чином: 28,5 % — жителі молодше 18 років, 12,1 % — між 18 і 24 роками, 23,0 % — від 25 до 44 років, 26,7 % — від 45 до 64 років і 9,7 % — у віці 65 років та старше. Середній вік мешканця склав 31 рік. На кожні 100 жінок в Омасі припадало 111,5 чоловіків, у віці від 18 років та старше — 93,4 чоловіків також старше 18 років.
Середній дохід на одне домашнє господарство в містечкі склав 18 000 доларів США, а середній дохід на одну сім'ю — 30 000 доларів. При цьому чоловіки мали середній дохід в 22 188 доларів США на рік проти 16 042 долара середньорічного доходу у жінок. Дохід на душу населення в містечкі склав 12 636 доларів на рік. 32,0 % від усього числа сімей в окрузі і 31,3 % від усієї чисельності населення перебувало на момент перепису населення за межею бідності, при цьому 44,7 % з них були молодші 18 років і 41,4 % — у віці 65 років та старше.